# Campionat de la CONCACAF
El Campionat de la CONCACAF (en anglès CONCACAF Championship, en espanyol Campeonato de Naciones de la CONCACAF) fou un torneig de futbol que es disputà entre 1963 i 1969 cada dos anys.
Amb anterioritat a la creació de la CONCACAF, existien al subcontinent nord-americà dos organismes esportius, la Confederación Centroamericana y del Caribe de Fútbol i la North American Football Confederation, cadascuna de les quals organitzà els seus propis campionats: el Campionat de la CCCF i el Campionat de la NAFC. L'any 1961 ambdues federacions s'uniren per crear la CONCACAF.
El primer campionat es disputà el 1963. Entre 1973 i 1989 la Fase de Classificació de la Copa del Món de futbol fou utilitzada com a Campionat de la CONCACAF, passant a disputar-se cada quatre anys. Per a les edicions de 1985 i 1989 no hi va haver seu fixa per a la competició. A partir de 1991 la competició fou substituïda per la Copa d'Or de la CONCACAF.
Resum del campionats de la CONCACAF:
| Amèrica del Nord                                     | Amèrica Central i Carib                    | Amèrica Central i Carib                                              |
| ---------------------------------------------------- | ------------------------------------------ | -------------------------------------------------------------------- |
| Campionat de la NAFC (1947-1949)                     | Campionat de la CCCF (1941-1961)           | Campionat de la CCCF (1941-1961)                                     |
| Campionat de la CONCACAF (1963-1971)                 |                                            |                                                                      |
| Fase de Classificació de la Copa del Món (1973-1989) |                                            |                                                                      |
| Copa d'Or de la CONCACAF (1991-avui)                 |                                            |                                                                      |
| Amèrica del Nord                                     | Amèrica Central                            | Carib                                                                |
| Campionat de la NAFU (1990-1991)                     | Copa Centreamericana de futbol (1991-2017) | Campionat de la CFU (1978-1988) Copa del Carib de futbol (1989-2017) |
| Lliga de Nacions de la CONCACAF (2019-avui)          |                                            |                                                                      |
| Tota Amèrica                                         |                                            |                                                                      |
| Campionat Panamericà de futbol (1952-1960)           |                                            |                                                                      |

## Historial
Font:
| Edició                           | Any                      | Seu                      | Campió                                              | Finalista                                           | Tercer                                              | Quart                                               |
| Campionat de la CONCACAF         | Campionat de la CONCACAF | Campionat de la CONCACAF | Campionat de la CONCACAF                            | Campionat de la CONCACAF                            | Campionat de la CONCACAF                            | Campionat de la CONCACAF                            |
| -------------------------------- | ------------------------ | ------------------------ | --------------------------------------------------- | --------------------------------------------------- | --------------------------------------------------- | --------------------------------------------------- |
| 1                                | 1963 Detalls             | El Salvador              | Costa Rica                                          | El Salvador                                         | Antilles Neerlandeses                               | [[Fitxer:\|22x20px\|border \|alt=\|link=]] Hondures |
| 2                                | 1965 Detalls             | Guatemala                | Mèxic                                               | Guatemala                                           | Costa Rica                                          | El Salvador                                         |
| 3                                | 1967 Detalls             | Hondures                 | Guatemala                                           | Mèxic                                               | [[Fitxer:\|22x20px\|border \|alt=\|link=]] Hondures | Trinitat i Tobago                                   |
| 4                                | 1969 Detalls             | Costa Rica               | Costa Rica                                          | Guatemala                                           | Antilles Neerlandeses                               | Mèxic                                               |
| 5                                | 1971 Detalls             | Trinitat i Tobago        | Mèxic                                               | Haití                                               | Costa Rica                                          | Cuba                                                |
| Classificació de la Copa del Món |                          |                          |                                                     |                                                     |                                                     |                                                     |
| 6                                | 1973 Detalls             | Haití                    | Haití                                               | Trinitat i Tobago                                   | Mèxic                                               | [[Fitxer:\|22x20px\|border \|alt=\|link=]] Hondures |
| 7                                | 1977 Detalls             | Mèxic                    | Mèxic                                               | Haití                                               | El Salvador                                         | Canadà                                              |
| 8                                | 1981 Detalls             | Hondures                 | [[Fitxer:\|22x20px\|border \|alt=\|link=]] Hondures | El Salvador                                         | Mèxic                                               | Canadà                                              |
| 9                                | 1985 Detalls             | Sense seu                | Canadà                                              | [[Fitxer:\|22x20px\|border \|alt=\|link=]] Hondures | Costa Rica                                          | El Salvador                                         |
| 10                               | 1989 Detalls             | Sense seu                | Costa Rica                                          | Estats Units                                        | Trinitat i Tobago                                   | Guatemala                                           |

## Debut dels equips
En el campionat van participar un total de 15 equips:
- 1963:  Costa Rica,  El Salvador,  Guatemala, [[Fitxer:|22x20px|border |alt=|link=]] Hondures,  Jamaica,  Mèxic,  Nicaragua,  Antilles Neerlandeses,  Panamà
- 1965:  Haití
- 1967:  Trinitat i Tobago
- 1969: Cap
- 1971:  Cuba
- 1973: Cap
- 1977:  Canadà,  Surinam
- 1981: Cap
- 1985:  Estats Units
- 1989: Cap

## Palmarès
| Equip                                               | Títols               | Finalista      | Tercer               |
| --------------------------------------------------- | -------------------- | -------------- | -------------------- |
| Mèxic                                               | 3 (1965, 1971, 1977) | 1 (1967)       | 2 (1973, 1981)       |
| Costa Rica                                          | 3 (1963, 1969, 1989) | 0              | 3 (1965, 1971, 1985) |
| Guatemala                                           | 1 (1967)             | 2 (1965, 1969) | 0                    |
| Haití                                               | 1 (1973)             | 2 (1971, 1977) | 0                    |
| [[Fitxer:\|22x20px\|border \|alt=\|link=]] Hondures | 1 (1981)             | 1 (1985)       | 1 (1967)             |
| Canadà                                              | 1 (1985)             | 0              | 0                    |
| El Salvador                                         | 0                    | 2 (1963, 1981) | 1 (1977)             |
| Trinitat i Tobago                                   | 0                    | 1 (1973)       | 1 (1989)             |
| Estats Units                                        | 0                    | 1 (1989)       | 0                    |
| Antilles Neerlandeses                               | 0                    | 0              | 2 (1963, 1969)       |

## Màxims golejadors

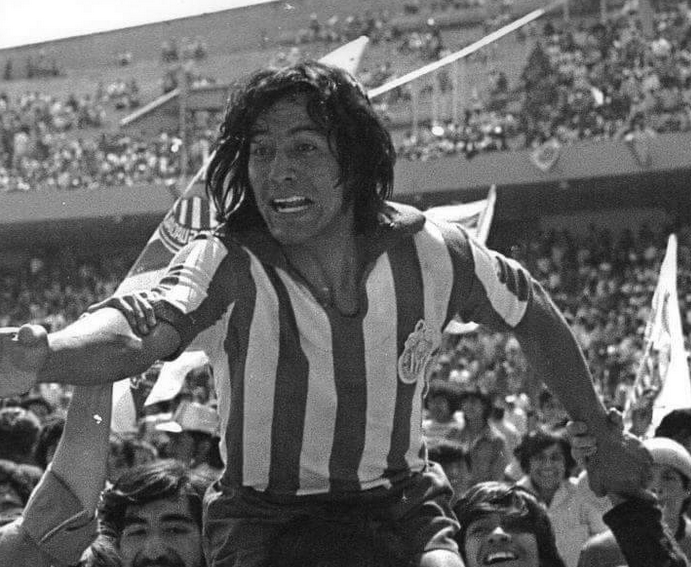
Octavio Muciño de Mèxic marcà quatre gols en un partit de l'edició de 1973.

| Any  | Jugador | Gols |
| ---- | --- | ---- |
| 1963 | Eduardo "Volkswagen" Hernández                                                                                              | 6    |
| 1965 | Ernesto Cisneros | 5    |
| 1967 | Manuel Recinos | 4    |
| 1969 | Victor Manuel Ruiz | 4    |
| 1971 | Roberto Rodríguez | 4    |
| 1973 | Steve David | 7    |
| 1977 | Víctor Rangel | 6    |
| 1981 | Hugo Sánchez | 3    |
| 1985 | [[Fitxer:\|22x20px\|border \|alt=Hondures\|link=Hondures]] Roberto Figueroa                                                 | 5    |
| 1989 | Raúl Chacón Julio Rodas Evaristo Coronado Juan Arnoldo Cayasso Leonidas Flores Leonson Lewis Kerry Jamerson Philibert Jones | 2    |